# صناعة منتجات شجر الصنوبر

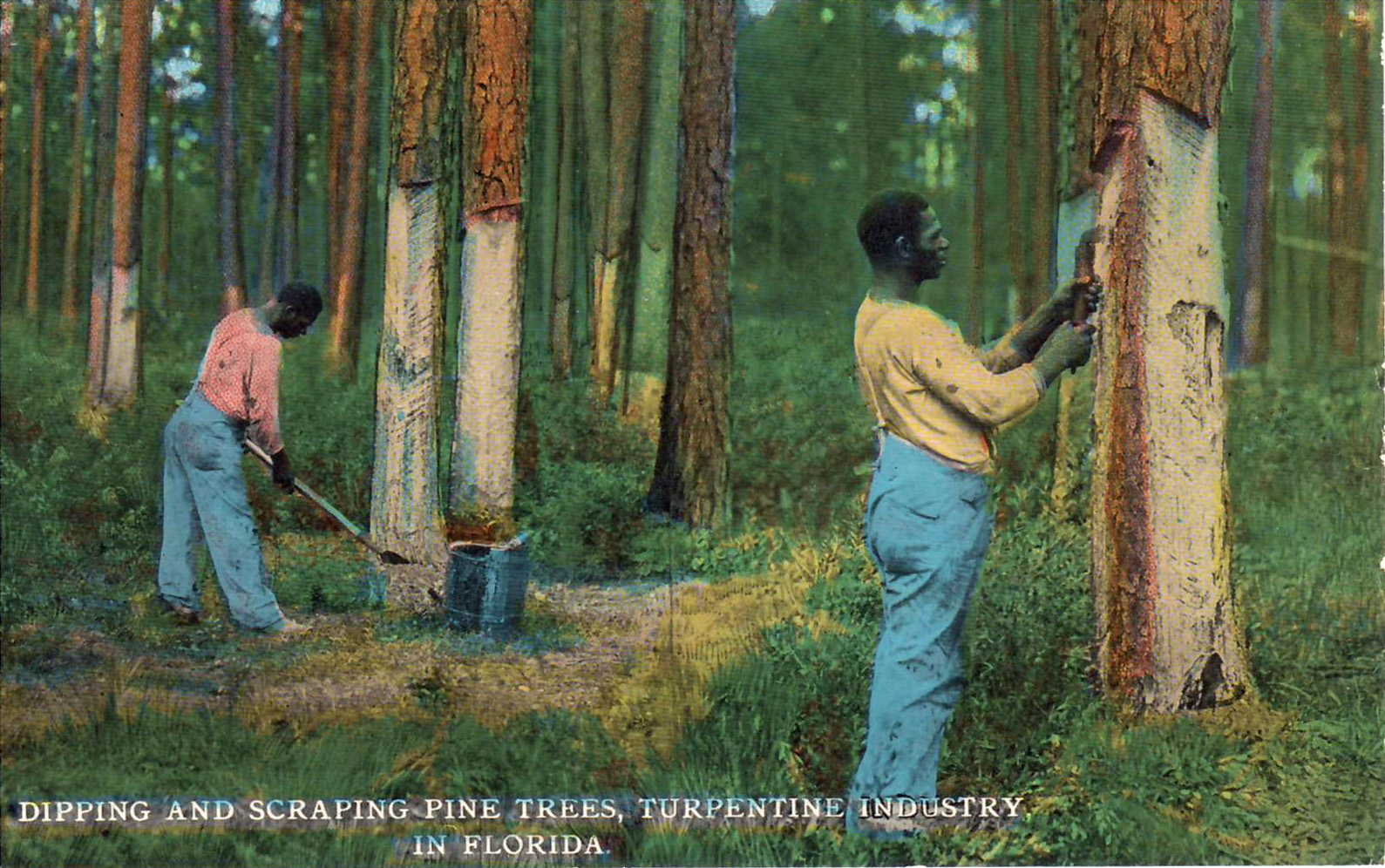
بطاقة بريدية من عام 1912

تُعنى صناعة منتجات شجر الصنوبر بجمع ومعالجة وتسويق منتجات الغابات التي يتم إنشاؤها من الراتين الزيتي المستخلص من أنواع معينة من شجر الصنوبر (جنس شجر الصنوبر) وشجر الصنوبر المائل وشجر الصنوبر طويل الأوراق. وترتبط هذه الصناعة بصيانة السفن الخشبية ومعالجة السفن والأسلحة البحرية قبل القرن العشرين، وكانت تلك السفن تتسم بانسداد شقوقها ومقاومتها للماء بسبب استخدام القار (أو الراتنج، والذي يُعرف أيضًا باسم القطران) والذي كان يُستخلص من أشجار الصنوبر.

## معلومات تاريخية

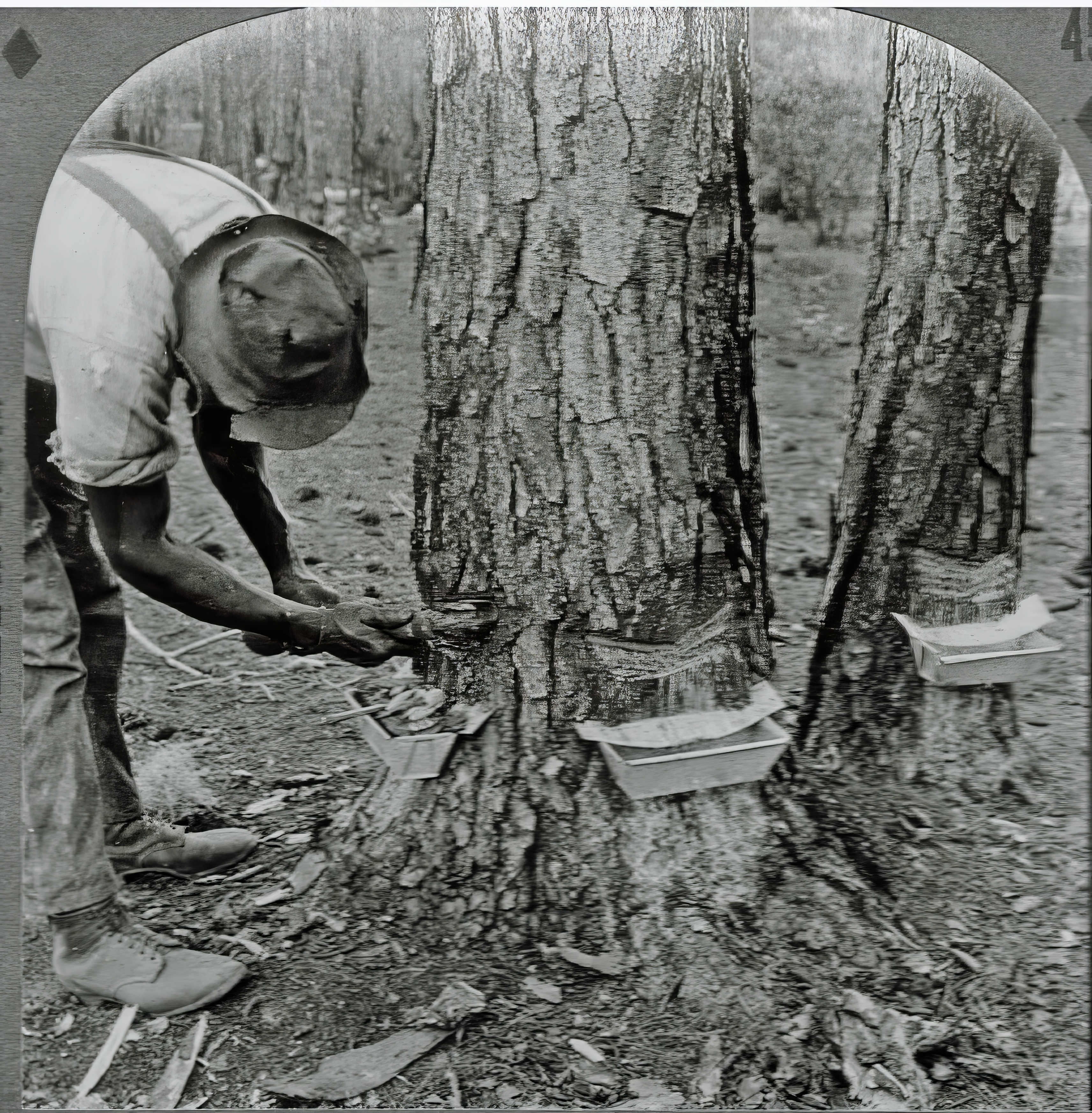
تقطيع شجرة الصنوبر.

على الرغم من أن استخدامات الراتنج المستخلص من أشجار الصنوبر في هذا الغرض قد انتهت باندحار السفن الخشبية، إلا أن هذه الصناعة ظلت قوية مع ظهور منتجات جديدة أدت إلى إنشاء أسواق جديدة. كان أول من تحدث عن هذه الصناعة ووصفها على نطاق واسع هو فريدريك لو أولمستد في كتابه رحلة إلى ولايات العبيد الساحلية (A Journey in the Seaboard Slave States) (1856). وكانت صناعة المنتجات الصنوبرية واحدة من الدعائم الأساسية التي يقوم عليها الاقتصاد في جنوب شرق الولايات المتحدة حتى أواخر القرن العشرين. وعلى الرغم من التراجع السريع الذي شهدته صناعة المنتجات الصنوبرية الصمغية في الربع الأخير من القرن العشرين، إلا أن هناك بعض الأماكن وإن كانت قليلة في جنوب شرق الولايات المتحدة لا تزال تعتمد على هذه الصناعة باعتبارها جزءًا رئيسيًا من وسيلتهم لكسب الرزق.
ويُقصد بزراعة المنتجات الصنوبرية الصمغية العمل المكثف الذي يستلزم عددًا كبيرًا من العمال ويهدف إلى استخراج راتنجات الصنوبر من الأشجار (الصمغ الخام). وتشبه طريقة الجمع — أي نقر الأشجار — على نحو ما الطريقة المستخدمة في زراعة المطاط أو بساتين سكر القيقب. إلا أنه بدلاً من إعداد الشجرة لاستقبال أنبوب أو فتحة، يتم شقها باستخدام شفرة متقوسة عرضها بوصة واحدة يُطلق عليها اسم «بلطة»، وتُستخدم لإزالة جميع اللحاء الموجود أسفل طبقة الكمبيوم (أو القُلب في النبات). ثم يتم وضع قطعة غير مستوية من القصدير المجلفن أسفل الشق الذي يبلغ طوله 8 بوصات وعرضه بوصة واحدة (والذي يُعرف أيضًا باسم «الشريط»)، ويُستخدم لتوجيه نضح عصارة الشجرة «النسغ» في كوب مستطيل سعته ربع جالون مثبت في الشجرة. ثم تتم إضافة «شريط» جديد فوق الشريط الأول فوق الشجرة، وهكذا يتشكل تدريجيًا وبشكل رأسي ما يُشبه «وجه القط» ويبلغ طوله أكثر من ثلاثين بوصة. وخلال منتصف القرن العشرين، كان يتم استخدام «ساحبة»، وهي نوع من البلطات التي كان لها مقبض طويل، وكان يتم استخدامها لتمديد الشريط لأعلى الشجرة بارتفاع يزيد عن سبعة أقدام.
وبمجرد أن قام كبار المشغلين، المعروفين باسم «الوسطاء»، بالسيطرة على مساحات شاسعة من الغابات التي تُقدِّر مساحة بعضها بمئات الآلاف من الأفدنة، فإنهم قاموا بتأجيرها إلى «المشغلين» وقدموا لهم رأس المال أيضًا، وكان هذا غالبًا في صورة أدوات ومعدات أخرى وبضائع من التي تُستخدم في العمل. وكان المشغلين يقومون بسداد ديونهم إلى الوسطاء عن طريق إعادة ناتج هذا العمل من براميل الراتنج. ويُشير اسم «طريق الوسطاء» (Factors Walk)، بالقرب من النهر في مدينة سافانا بجورجيا، إلى المنطقة الموجودة عند ميناء سافانا النهري التي كان يتم فيها جمع الآف من البراميل التي تحتوي على ناتج العمل لتتم إعادة شحنها. وبين عام 1880 وعام 1920، كان ميناء سافانا هو الميناء الأكبر للمنتجات الصنوبرية واستمر هذا الميناء في التحكم في أسعارها العالمية حتى عام 1950.

## العمليات الأساسية
بمجرد جمع المادة الخام الأساسية، راتنجات الصنوبر، يتم تحويلها إلى منتجين رئيسيين هما — راتنج القلفونية وزيت التربنتين. ولسنوات عديدة، كان يتم استخدام راتنج القلفونية وزيت التربنتين غير المصنعين في المنتجات المنزلية الشائعة مثل الصابون والورق والطلاء والورنيش. أما الآن فقد تبدل هذا الأمر وأصبح معظم إنتاج راتنج القلفونية يُستخدم في مجموعة كبيرة من المنتجات منها غراء الأوراق وطلاء الأسطح والمواد اللاصقة وأحبار الطباعة ومركبات المطاط. وأصبح زيت التربنتين، مثله مثل راتنج القلفونية، مادة متعددة الاستعمالات وتدخل في تطوير استخدمات العطور والنكهات والفيتامينات ومنتجات التنظيف المنزلية والأدوية وراتنجات البولي تيربين.

## الصناعة في الوقت الحالي
نظرًا لقلة عدد العمال الذين يوافقون على القيام بالأعمال اليدوية الشاقة التي يستلزمها شق الأفدنة العديدة من الأشجار وجمع الراتنجات من شجرة تلو الأخرى، دخلت صناعة المنتجات الصنوبرية الصمغية في مرحلة من الانخفاض الحاد مع بداية ستينيات القرن العشرين. واعتبارًا من 2001، لم يعد هناك سوى منشأة واحدة تعمل على نطاق واسع (بدأت كمنشأة لتصنيع منتجات راتنج القلفونية المصفى) في باكسلي بجورجيا تواصل تقديم خدماتها لبقية منتجي المنتجات الصنوبرية في المنطقة المحيطة. وتدريجيًا، توارت طريقة نقر الأشجار للحصول على المنتجات الصنوبرية أمام الصناعات التي تُصنِّع هذه المنتجات كمنتجات ثانوية ناتجة عن عمليات أخرى.